# Zorya

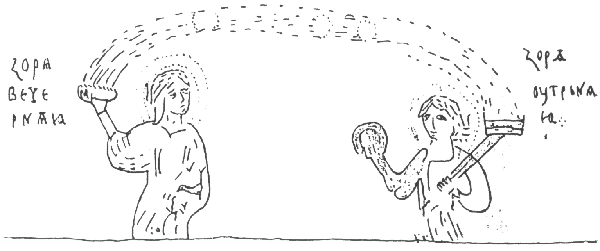
Zorya, as duas deusas guardiãs, conhecidas como Auroras, A vespertina e a matutina, do Saltério Chludov. Final do século XIII.

Na mitologia eslava, as Zorya (Zora, Zarja, Zory, Zore, Zvezda, Zwezda, Danica) são as duas deusas guardiãs, conhecidas como  Auroras. Elas guardam e vigiam o cão do dia do juízo final, Simargl, que está acorrentado à estrela Polaris na constelação Ursa Menor. Se a corrente se quebrar, o cão vai devorar a constelação e o universo vai acabar. As Zorya representam a Estrela da Manhã e a Estrela da Noite.
As Zorya servem ao deus sol Dajbog, que em alguns mitos é descrito como seu pai. Zorya Utrennyaya, a Estrela da Manhã, abre as portas de seu palácio todas as manhãs para a partida da carruagem do sol. Ao anoitecer, Zorya Vechernyaya - Estrela da Noite - fecha os portões do palácio mais uma vez após seu retorno.

## Estrela da Manhã
A estrela da manhã é Zorya Utrennyaya (do russo utro, que significa "manhã", também conhecido como Zviyezda Danica, Zvezda Danica, Zvezda Dennitsa, Zwezda Dnieca, Zvezda Zornitsa, Gwiazda Poranna, Rannia Zoria, Zornica, Zornička), que abre as portas de Dajbog cada manhã de modo que o sol possa começar sua viagem. É uma patrona dos cavalos, da proteção, do exorcismo, e do planeta  Vênus, e os eslavos rezam a ela cada manhã quando o sol se levanta.
Há relatos conflitantes sobre sua situação conjugal. Em alguns mitos, ela é descrita como a esposa de Perun e acompanharia seu marido nas batalhas. Neste papel ela era conhecida por proteger os guerreiros diante a morte, baixando o seu véu. Em outros relatos, tanto ela quanto Zorya Vechernyaya eram esposas da versão masculina de Myesyats, o deus da lua, e por ele carregava todas as estrelas. No entanto, alguns têm as Zorya como deusas virgens, ao descrever Myesyats como uma deusa lua feminina não relacionada.

## Estrela da Noite
A estrela da noite é Zorya Vechernyaya (do russo vecher, significando a "noite", igualmente conhecido como Večernja Zvijezda, Večernja Zvezda, Zvezda Vechernaya, Zorya Vechernyaya, Zwezda Wieczoniaia, Zwezda Wieczernica, Zvezda Vechernitsa, Gwiazda Wieczorna, Vechirnia Zoria, Večernjača, Večernica), que fecha os portões do palácio ao anoitecer, depois do pôr-do-sol e do regresso de Dajbog. Ela era associada com o planeta Vênus ou Mercúrio. Alguns mitos descreveram tanto ela como sua irmã Zorya Utrennyaya como as esposas do deus da lua Myesyats e mães das estrelas, mas outros relatos lançam as Zorya como deusas virgens.

## Arte e Literatura
- As Zorya aparecem no romance American Gods do autor inglês Neil Gaiman. Aqui Gaiman inclui uma terceira irmã, Zorya Polunochnaya, a "Estrela da Meia-Noite". Uma terceira irmã é descrita em algumas versões do mito, mas Gaiman declarou que a inventou para seu trabalho. Cloris Leachman interpreta o Zorya Vechernyaya na adaptação para a TV de American Gods produzida pelo canal americano Starz.
- Zorya Vechernyaya é o título de um sexteto para oboé, fagote e quarteto de cordas do compositor australiano Julian Cochran.